# Søren Ellemose
Søren Ellemose er en dansk erhvervsforfatter og foredragsholder, født 14. juni 1972.
Uddannet matematisk student og siden civiløkonom ved Handelshøjskolen i Århus.
Debuterede i 1996 med det erhvervshistoriske værk "A.P. Møller Gruppen – stjernen i dansk erhvervsliv"
Siden er det blevet til bøger om blandt andre FLSmidth, etatsråd H.N. Andersen og ØK og om købmand Herman Salling og Dansk Supermarked.
Søren Ellemose modtog i 2009 legat fra Kunststyrelsen samt Dansk Forfatterforenings Autorkonto.
I 2010 debuterede han sammen med sin tvillingebror, Morten Ellemose, med sin første skønlitterære udgivelse i form af Københavns Brand - Manus Albino 1.[kilde mangler] Bind 2 i denne kriminal-trilogi – Fange nr. 21 – udkom 26. april 2011. Afsluttede i november 2011 Manus Albino-trilogien med udgivelsen "Havfruens Død".
Efter mere end to års arbejde udkom Gullaschbaronen - Dramaet om Harald Plum (1881-1929) tirsdag den 29. september 2015. Bogen beretter historien om Harald Plum, der blev centrum for Danmarkshistoriens største erhvervsskandale med Landmandsbankens kollaps i 1922, og er baseret på omfattende arkivstudier og research.
Den 29. november 2017 udkom bogen "Skibsrederen - Mærsk Mc-Kinney Møller", der omhandler Mærsk-koncernens historie og slægtens indflydelse gennem fem generationer.
Den 11. november 2024 udkom romanen "Blodhjerte - Skyttegravens helvede", der beretter om fire venner og deres oplevelser under 1. Verdenskrig.
Bibliografi:
| Udgivelsesår | Titel                                                   | Forlag                      |
| ------------ | ------------------------------------------------------- | --------------------------- |
| 1996         | Stjernen i dansk erhvervsliv                            | Handelshøjskolens Forlag    |
| 2004         | Århundredets stjerne                                    |                             |
| 2005         | Kejserens nye klæder                                    |                             |
| 2005         | ERP Guiden 2005                                         |                             |
| 2005         | FLSmidth - et eventyr i cement                          |                             |
| 2006         | ERP Guiden 2006                                         |                             |
| 2006         | Giganten - fra Salling til Dansk Supermarked            | Jyllands Posten             |
| 2007         | Esplanaden                                              | Documentas                  |
| 2007         | Kompagniet                                              | Jyllands Posten             |
| 2008         | Hr. Møller                                              | Documentas                  |
| 2009         | Finanskrisen: forblændelse, forglemmelse og forgældelse | Documentas                  |
| 2009         | Luftens Helte                                           | Jyllands-Posten             |
| 2009         | A.P. Møller - I krise og forandring                     | Documentas                  |
| 2010         | Københavns Brand (Manus Albino I)                       | Byens Forlag                |
| 2011         | Fange Nr. 21 (Manus Albino II)                          | Byens Forlag                |
| 2011         | Der sidder et digt i hjørnet                            | Books On Demand             |
| 2011         | Havfruens Død (Manus Albino III)                        | Byens Forlag                |
| 2013         | Madame Salvatins Hemmlighed                             | Books On Demand             |
| 2015         | Gullaschbaronen - Dramaet om Harald Plum (1881-1929)    | Forlaget Forfatterskabet.dk |
| 2017         | Skibsrederen - Mærsk Mc-Kinney Møller                   | Forlaget Forfatterskabet.dk |
| 2024         | Blodhjerte - Skyttegravens helvede                      | Forlaget Forfatterskabet.dk |

1. ↑  Gullaschbaronen kom under huden
2. ↑  Om Gullaschbaronen Harald Plum
3. ↑  Om Blodhjerte på Bibliotek.dk
4. ↑  Søren Ellemose på bibliotek.dk (Webside ikke længere tilgængelig)

|  | Artiklen om Søren Ellemose kan blive bedre, hvis der indsættes et (bedre) billede Du kan hjælpe ved at afsøge Wikimedia Commons for et passende billede eller uploade et godt billede til Wikimedia Commons iht. de tilladte licenser og indsætte det i artiklen. |